# Jadwiga Dziekońska
Jadwiga Dziekońska ps. „Jadzia”, nazwisko organizacyjne Jadwiga Długołęcka (ur. 12 listopada 1916 (według różnych źródeł 1916, 1922 lub 12 listopada 1923), zm. 19 maja 1943) – łączniczka Armii Krajowej, podporucznik.

## Życiorys
Jadwiga Dziekońska urodziła się w Konarzycach i była córką Ignacego oraz Marianny (rolnicy). W Kukowie ukończyła żeńską Szkołę Rolniczą, a w Żernej (pow. wołkowyski) Uniwersytet Ludowy. Działała społecznie w organizacjach młodzieży wiejskiej. W czasie okupacji była początkowo kurierką KG Polskiej Organizacji Zbrojnej na trasie Kraków–Radom–Poznań–Lublin, a łączniczką do zleceń specjalnych szefa łączności konspiracyjnej „Ligonia” w Komendzie Okręgu ZWZ-AK Białystok od października 1941. Kierowała kolportażem pisma „Informacja”, wydawanym przez BIP w którym była nie mianowanym szefem propagandy. Pomagała w organizowaniu oddziałów partyzanckich oraz uczestniczyła w dywersji. 1 listopada 1942 roku była uczestniczką udanej akcji zbrojnej polegającej na uprowadzeniu z siedziby Gestapo przy ul. Sienkiewicza w Białymstoku czterech więzionych tam członków Komendy AK, których doprowadziła na „meliny” i punkty przerzutowe. 19 maja 1943 r. w Białymstoku, gdy przenosiła tajny meldunek, na ulicy natknęła się na niemiecki patrol. Zniszczyła meldunek i rozpoczęła ucieczkę. Gdy do niej strzelano, rzucała w Niemców kamieniami. Zginęła podczas ucieczki.
Pochowana na cmentarzu miejskim w Białymstoku przy ul. Wysockiego pośród 12 mogił z 1920 r.
Pomnik Jadwigi Dziekońskiej znajduje się w parku im. Jadwigi Dziekońskiej w Białymstoku.
Jest patronem szkoły podstawowej w Konarzycach.

## Odznaczenia
- Krzyż Srebrny Orderu Virtuti Militari (pośmiertnie)[2][1]
- Krzyż Walecznych – 1943[2][1].